# Domini di Terraferma

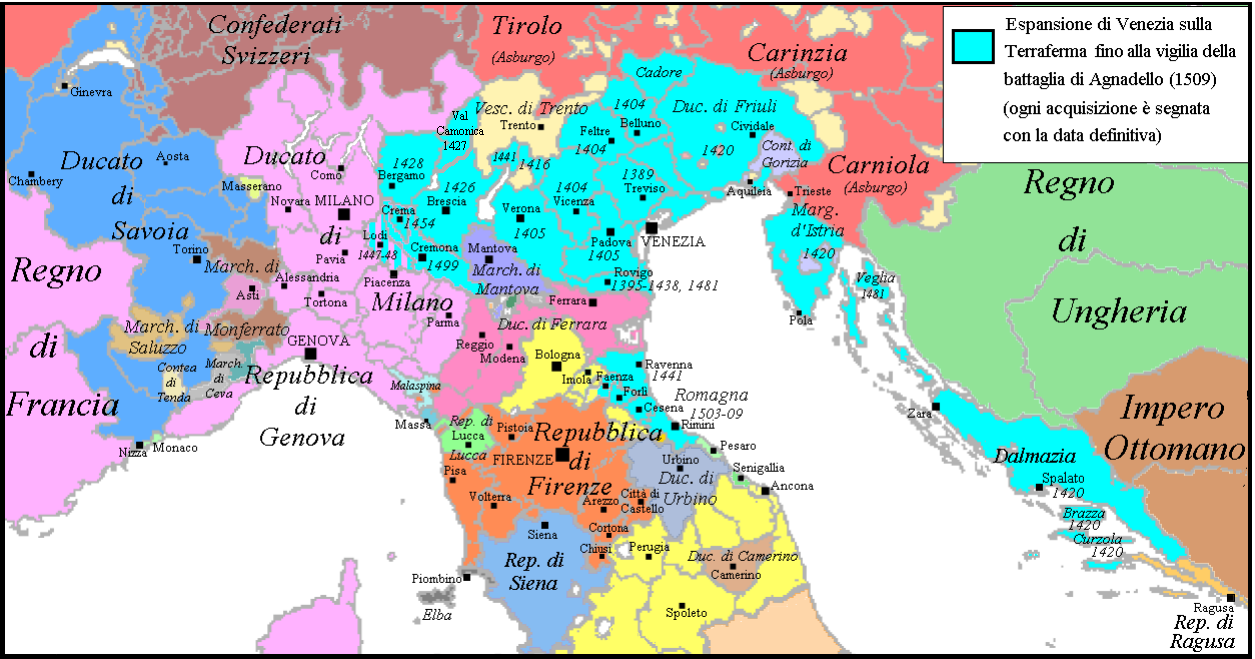
Uitbreiding van de Republiek Venetië

Domini di Terraferma (vertaling: domeinen op het vasteland) was een van de drie delen van de Republiek Venetië, de andere zijn de Dogado en de Stato da Màr.

## Geschiedenis
De kern van de Republiek Venetië was de dogado, daar waar doge verbleef. De eerste verovering op het vasteland was Mestre in 1337, daarna volgden Treviso en Bassano del Grappa in 1339. Vanaf 1400 breidde Venetië gestaag uit en tegen 1410 had Venetië het grootste deel van de latere Veneto veroverd, met inbegrip van belangrijke steden zoals Verona en Padua.
In 1433 erkende Keizer Sigismund de uitbreiding en vier jaar later stond hij het gebied officieel af aan Venetië als keizerlijk leengoed. In 1523 deed keizer Karel V definitief afstand van alle titels als leenheer. Met de Vrede van Campo Formio in 1797 kwam er een einde aan de Republiek Venetië.

## Geografie
In zijn grootste omvang bevatte de terraferma het huidige Veneto, west en centraal Friuli-Venezia Giulia en het oosten van Lombardije tot aan de rivier de Adda, de grens met het Hertogdom Milaan. In het zuiden was de rivier de Po de grens met de Kerkelijke Staat en in het noorden waren de Karnische- en de Julische Alpen de grens met de Oostenrijkse erflanden, het Hertogdom Karinthië en Krain.